# Shunkokan
Hybride
Parent  A  de l'hybridation 
  Citrus yatsushiro 
×

Parent  B  de l'hybridation 
  C. maxima spp. 
Classification APG III (2009)
Shunkokan (Citrus shunkokan) est un agrume du sud du Japon, hybride d'un pamplemoussier indéterminé (C. maxima) et de Citrus yatsushiro. Yatsushiro (C. yatsushiro hort. ex Yu. Tanaka) est une variété ancienne qui n'est plus que marginalement cultivée, résultant de rétrocroisements entre kunenbo (C. depressa) et la mandarine Kishu dans la région de Kagoshima.  
Shunkokan est produit en petites quantités dans les préfectures de Mie et de Wakayama. Le fruit tardif est plus gros qu'une mandarine, son jus sans grand caractère est réputé agréable.  

## Dénomination
En japonais シュンコウカン (shunkoukan), souvent écrit shunkokan parfois shunkoukan, kanji ou chinois 春光柑 (chūnguāng gān) mandarine lumière du printemps, en coréen 춘광귤 (chungwang-gyul) mandarine de printemps. D'après la rumeur, ce serait Haruo Sato (1892-1964) de Shingū qui lui aurait donné son nom.
Tanaka en a fait une espèce: C. shunkokan hort. ex Tanaka . On le rencontre classé comme bigaradier Citrus ×aurantium L. sans que rien ne le justifie. 
Shunkokan ne figure pas comme marque ou dénomination protégées du NARO (Ministère de l'Agriculture du Japon). 

## Description

### Phylogénie
Tokurou Shimizu et al. (2016) donnent pour parent femelle un pamplemoussier indéterminé et pour fécondateur Kunenbo-A. En 2022, il fait de Kunenbo-A un parent indirect via une seconde fécondation par la mandarine Kishu qui donne yatsushiro (C. yatsushiro hort. ex Yu. Tanaka). Les satsuma Yatsushiro et Kishu sont comme frères et sœurs.

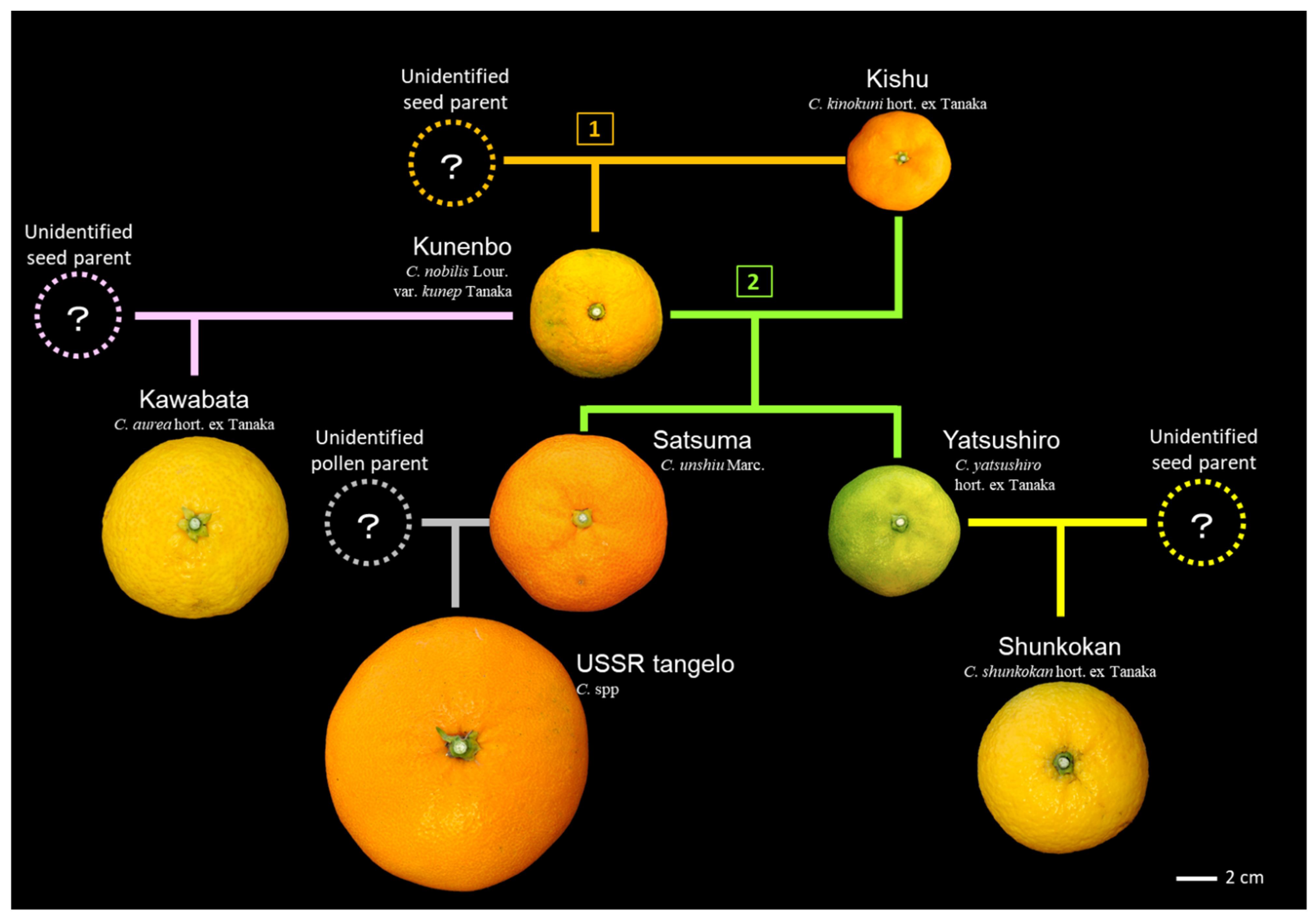
Phylogénie de shunkokan, assez distant des satsuma (Tokurou Shimizu et al. 2019).

### Descendance
- Les porte-greffes US-2234 (Shunkokan × mandarine Cleopatra), US-2250 et US-2272 (porte-greffe qui donne des jus colorés aux fruits)[10].

- Yoshinori Hasegawa (2013) décrit haruka comme hybride naturel de hyuganatsu et shunkokan[11]. Les analyses postérieures montrent que le parent pollinisateur est natsudaidai et non shunkokan[6].

### Phénotype
Le fruit est à maturité en octobre-novembre, il est jaune, juteux, sucré (11 °brix) et peu acide, de la taille d'une belle satsuma: hauteur 6,7 cm, largeur 8,3 cm. L'arbre est un gros buisson hirsute. 

### Utilisation
Depuis 1995 la production et la superficie cultivée étaient anecdotiques, un petit renouveau se manifeste depuis 2005.. Il est consommé en fruit de table et en jus  produit à Kozagawa.

### Composants fonctionnels

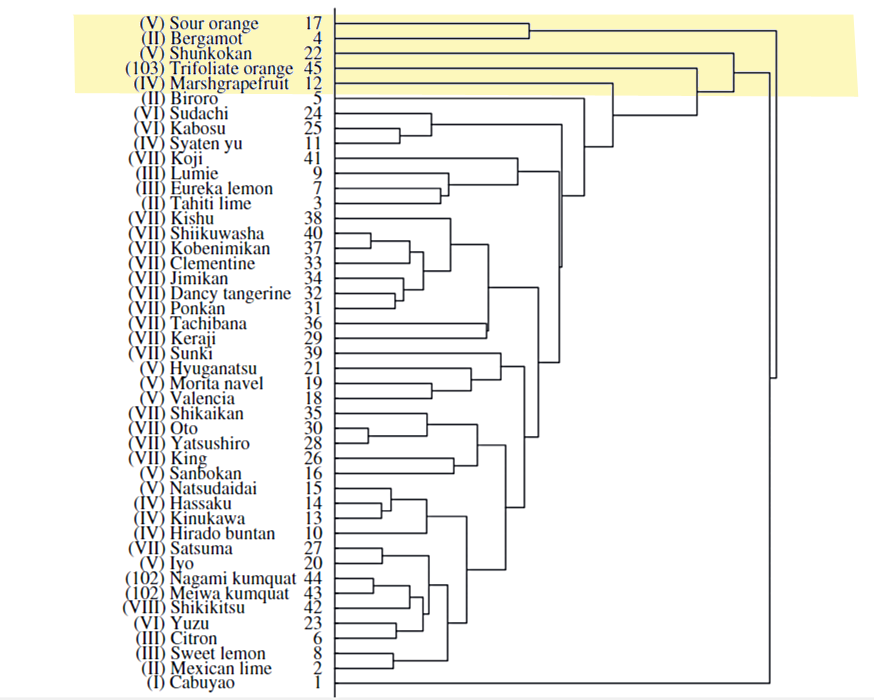
Une composition en flavonoïdes particulière éloigne la bergamote (C. bergamia), Marsh (C. paradisi), la bigarade (C. aurantium), le poncirus et le shunkokan des autres agrumes.

Shunkokan contient de l'isorhoifoline (glycoside de flavonoïde) à des «concentrations exceptionnellement élevées» dans l'albédo (101 mg/100g), le jus et le flavedo (51 mg/100g), des niveaux comparables ne se rencontrent que chez sanbokan. L'isorhoifoline intervient dans les formules médicamenteuses de traitement de l'insuffisance veineuse et des crises hémorroïdaires.
La narirutine (flavanone) avec 1 920 mg/100g dans la pulpe est 90 fois plus présente que chez citron commun 'Eureka', niveau le plus élevé parmi les agrumes analysés par Yoichi Nogata et al. (2006). Ces auteurs rangent shunkokan dans un groupe distinct des autres agrumes à cause de la spécificité de leur teneur en flavonoïdes. La narirutine, glycoside de flavone qui montre (in silico) de puissantes capacités à supprimer l'adipogenèse et l'accumulation de triglycérides intracellulaires au même titre que ceux de sambokan, des mandarines var. 'Knep' et 'Koji'.
Un effet radioprotecteur a été observé dans le groupe de souris irradiées bénéficiant d'un extrait de shunkokan (2011), les auteurs l'attribuent à la capacité  antioxydante du shunkokan.